# Vol Air India 855
Le 1er janvier 1978, un Boeing 747-200 effectuant le vol Air India 855, un vol international régulier assurant la liaison entre l'aéroport Santa Cruz de Bombay, en Inde, et l'aéroport international de Dubaï, aux Émirats arabes unis, s'est écrasé dans la mer d'Arabie moins de deux minutes après le décollage. 
Il n'y a aucun survivant parmi les 213 passagers et membres d'équipages présents à bord, ce qui en fait, à l'époque, la catastrophe aérienne la plus meurtrière survenue en Inde, ainsi que le pire accident aérien impliquant un appareil d'Air India.
L'enquête a révélé que le commandant de bord a subi une désorientation spatiale peu après le décollage et a perdu le contrôle de l'appareil, en voulant suivre les indications d'un horizon artificiel qui ne fonctionnait pas, tout en négligeant les instruments de même type non défaillants .

## Avion et équipage
L'appareil impliqué est un Boeing 747-237B, immatriculé VT-EBD (numéro de série 19959/124) et nommé Emperor Ashoka. Il s'agit du premier 747 entré en service dans la flotte d'Air India, en avril 1971. Cet avion gros-porteur était propulsé par quatre moteurs Pratt & Whitney JT9D-7J.
L'équipage du vol 855 était composé :
- du commandant de bord Madan Lal Kukar (51 ans). Il a rejoint Air India en 1956 et était expérimenté, ayant près de 18 000 heures de vol à son actif.
- du copilote Indu Virmani (43 ans), ancien commandant dans la Force aérienne indienne, qui a rejoint la compagnie aérienne en 1976. Il totalisait plus de 4 500 heures de vol.
- du mécanicien navigant Alfredo Faria (53 ans), qui a rejoint Air India en 1955 et totalisait 11 000 heures de vol à son actif, faisant de lui l'un des plus expérimentés de la compagnie aérienne au moment de l'accident.

## Déroulement des faits
Le vol 855 décolle de la piste 27 de l'aéroport Santa Cruz de Bombay (plus tard aéroport de Sahar, aujourd'hui appelé aéroport international Chhatrapati-Shivaji), en direction de Dubaï. Juste après le décollage, le commandant de bord effectue un virage à droite, prévu après avoir longé la côte de Bombay au-dessus de la mer d'Arabie, pour suivre son plan de vol. Mais un dysfonctionnement de son horizon artificiel (ADI) lui fait croire que l'avion est dangereusement incliné sur sa droite, alors qu'il ne tourne que légèrement. 
Le 747 est brièvement revenu à un vol en palier normal, puis commence à tourner lentement vers la gauche. Suivant son ADI défectueux, le commandant n'a pris en compte ni les informations de l'horizon de secours, qui n'est alors pas défectueux, ni les indications du mécanicien navigant concernant l'ADI. 
La perception erronée du commandant de bord de l'attitude de l'avion l'a amené à utiliser les commandes de vol pour augmenter davantage l'inclinaison sur la gauche, ce qui a amené le 747 à rouler de plus en plus à gauche, jusqu'à atteindre un roulis à gauche de 108°, et à perdre rapidement de l'altitude ; le commandant de bord ne se rendant compte du dysfonctionnement de son ADI que trop tard pour corriger la situation. 
L'avion percute finalement la mer, avec un angle à piquer de 35°, à environ 3 km au large de Bandra et seulement 101 secondes après avoir entamé le décollage, tuant sur le coup les 190 passagers et 23 membres d'équipage à bord.

## Enquête
L'épave du 747, partiellement récupérée du fond de la mer, n'a révélé aucune trace d'explosion, d'incendie ou de défaillance électrique ou mécanique en vol ; et une première théorie impliquant un sabotage éventuel a été écartée.
L'enquête a conclu que la cause probable était due à des actions irrationnelles du commandant de bord sur les commandes de vol, qui n'avait aucune idée de l'altitude réelle de l'avion, car son ADI fonctionnait mal. L'équipage n'a pas réussi à reprendre le contrôle de l'avion en se basant sur les autres instruments de vol à sa disposition.
Le juge fédéral américain James M. Fitzgerald, dans une décision de 139 pages rendue le 1er novembre 1985, a rejeté les accusations de négligence portées contre Boeing (fabricant de l'avion), Lear Siegler Inc (en) (fabricant de l'ADI) et Rockwell Collins (fabriquant des différents systèmes de secours), dans le cadre d'un procès lié à l'accident. 
Steven C. Marshall, l'avocat de Boeing, a affirmé que l'accident avait été le résultat des erreurs du commandant Kukar, et non par un dysfonctionnement de l'équipement de bord. Le procès a été abandonné en 1986.